# Norman Osborn (trilogía de Sam Raimi)
Dr. Norman Virgil Osborn es un personaje ficticio de la trilogía de películas de Spider-Man de Sam Raimi y la película del Universo cinematográfico de Marvel, Spider-Man: No Way Home (2021); adaptado del personaje del cómic del mismo nombre creado por Stan Lee y Steve Ditko, y también conocido por su alter ego, el Duende Verde. Es interpretado por Willem Dafoe, quien también da voz al personaje en la adaptación del videojuego de la primera película.
Norman aparece en la primera película de Spider-Man (2002) como el director ejecutivo de la empresa científica Oscorp y el padre de Harry Osborn. Norman tiene una relación tensa con su hijo y, a menudo, lo descuida en favor del mejor amigo de Harry, Peter Parker, porque se ve a sí mismo como la única figura paterna en la vida del niño después de la muerte de su tío Ben.
Cuando Oscorp enfrenta dificultades financieras y Norman se ve presionado para obtener un contrato con el gobierno para salvarlo de la bancarrota, prueba un suero de mejora del rendimiento inestable en sí mismo, desarrollando habilidades físicas mejoradas y una personalidad dividida. Este nuevo personaje, más tarde apodado el "Duende Verde", ocasionalmente se apodera del cuerpo de Norman para vengarse de sus enemigos, utilizando equipo militar avanzado robado a Oscorp. Norman finalmente se da cuenta de su personalidad dividida, pero en lugar de rechazar su personaje de Duende Verde, lo acepta por completo. Más tarde entra en conflicto con Spider-Man, y finalmente descubre que él es Peter, pero accidentalmente se suicida mientras lucha contra él. El personaje de Duende Verde de Norman aparece póstumamente en las secuelas Spider-Man 2 (2004) y Spider-Man 3 (2007), como una alucinación que atrae a Harry, quien asumió que Spider-Man mató a su padre, para vengarse del héroe. Dafoe repitió el papel en la película de Marvel Studios, Spider-Man: No Way Home (2021), ambientada en el Universo cinematográfico de Marvel, en el que Norman es transportado allí justo antes de su muerte junto con otros cuatro villanos debido a un hechizo mágico que salió mal, y termina chocando con ese universo que es Spider-Man y sus aliados.
La actuación de Dafoe como el Duende Verde obtuvo grandes elogios de la crítica, y ahora se considera que el personaje es uno de los villanos más emblemáticos de las películas de superhéroes. Su regreso en Spider-Man: No Way Home también recibió elogios de críticos y fanáticos, y muchos fanáticos lo consideraron uno de los mejores villanos del UCM hasta la fecha.

## Desarrollo de personaje

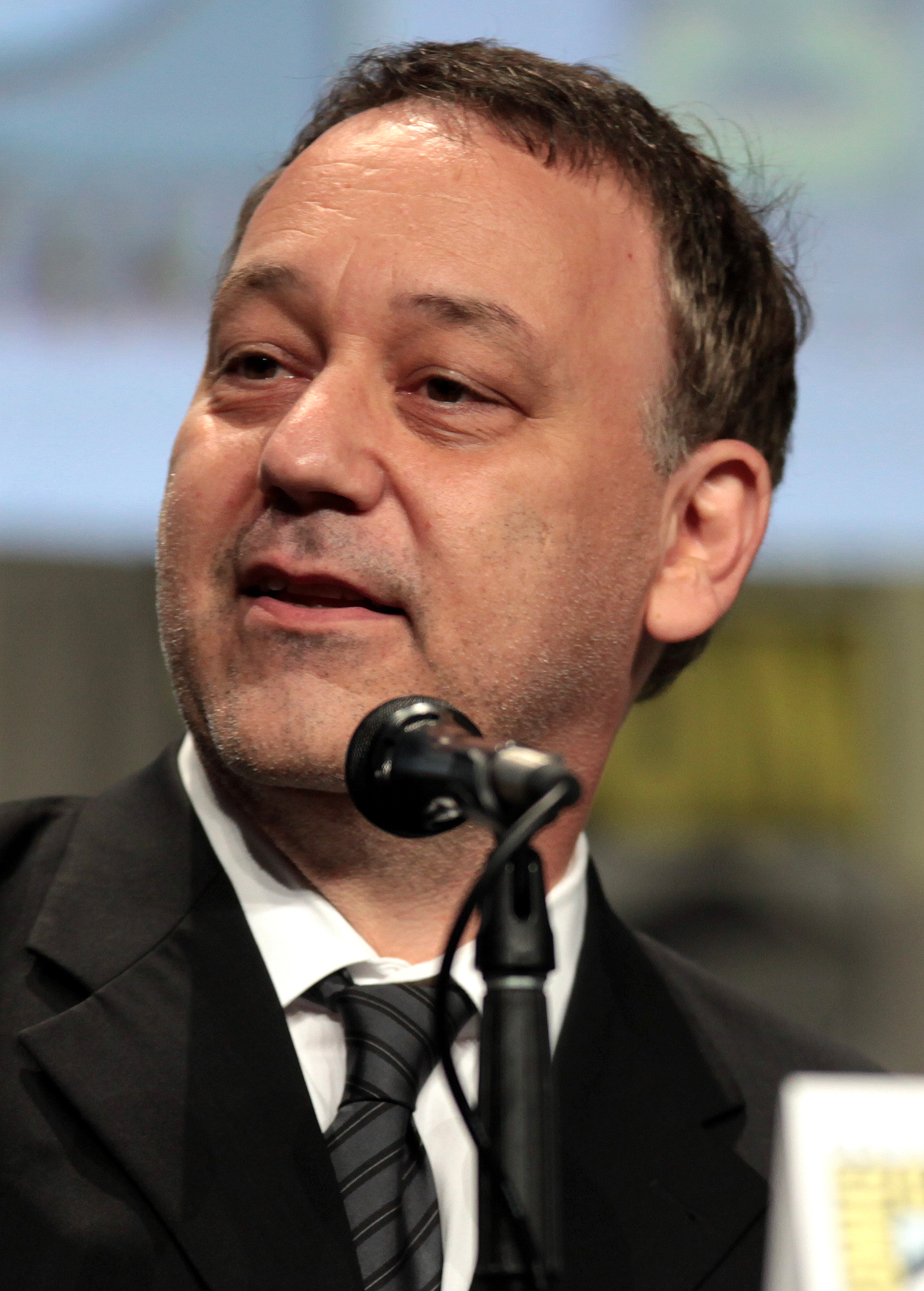
Sam Raimi fue el encargado en adaptar el personaje Norman junto a David Koepp; siendo Raimi también director de las cintas.

### Diseño, casting y ejecución
Durante el desarrollo de lo que eventualmente se convertiría en la película Spider-Man de 2002, las reescrituras de David Koepp del guion original de James Cameron tenían al Duende Verde como el antagonista principal y agregaron al Doctor Octopus como el antagonista secundario. El director entrante; Sam Raimi sintió que el Duende Verde y el tema padre-hijo sustituto entre Norman Osborn y Peter Parker serían más interesantes, por lo que eliminó al Doctor Octopus de la película. En junio de 2000, Columbia Pictures contrató a Scott Rosenberg para reescribir el material de Koepp. Willem Dafoe fue elegido para el papel de Norman Osborn en noviembre de 2000. Nicolas Cage (quien más tarde interpretaría a Spider-Man Noir en Spider-Man: Into the Spider-Verse), Jason Isaacs, John Malkovich y Jim Carrey rechazaron el papel. Dafoe insistió en usar el incómodo disfraz ya que sintió que un especialista no transmitiría el lenguaje corporal necesario del personaje. El traje de 580 piezas tardó media hora en ponerse.
Más tarde, Dafoe calificó su papel de Duende Verde como uno de sus favoritos a lo largo de su carrera, ya que disfrutó interpretando al personaje desquiciado, particularmente debido a sus personalidades duales, y el equilibrio entre una actuación dramática y cómica. En particular, disfrutó de la escena del espejo en la que Norman Osborn descubre y conversa con el personaje de Duende Verde después de asesinar a la junta directiva de Oscorp. Sam Raimi le había dado a Dafoe una copia de Jekyll y el señor Hyde para preparar la escena, que fue filmada en una sola toma varias veces antes de que Raimi decidiera dividirla.
Para evitar que se filtre su participación en Spider-Man: No Way Home (2021) y preservar el secreto de la película, se requirió que Dafoe caminara por el set con una capa que cubriera su disfraz. El actor de Peter Parker/Spider-Man, Tom Holland, conoció a Dafoe cuando accidentalmente se topó con Dafoe durante el rodaje, reaccionando sorprendido al ver quién era el actor encapuchado.

### Diseño de vestuario
Antes de decidirse por el aspecto utilizado en la película, el casco original creado para Duende Verde era una máscara animatrónica creada por Amalgamated Dynamics. El diseño era mucho más fiel a los cómics que al producto terminado, y permitía que el usuario expresara una amplia gama de emociones. En última instancia, la máscara se desechó antes de que se eligiera a un actor para interpretar al Duende Verde, y en su lugar se produjo un casco estático de grado militar para la película, debido a que el concepto animatrónico es considerado "demasiado espeluznante" por los ejecutivos del estudio y debido a dificultades y limitaciones técnicas.

## Caracterización y temáticas

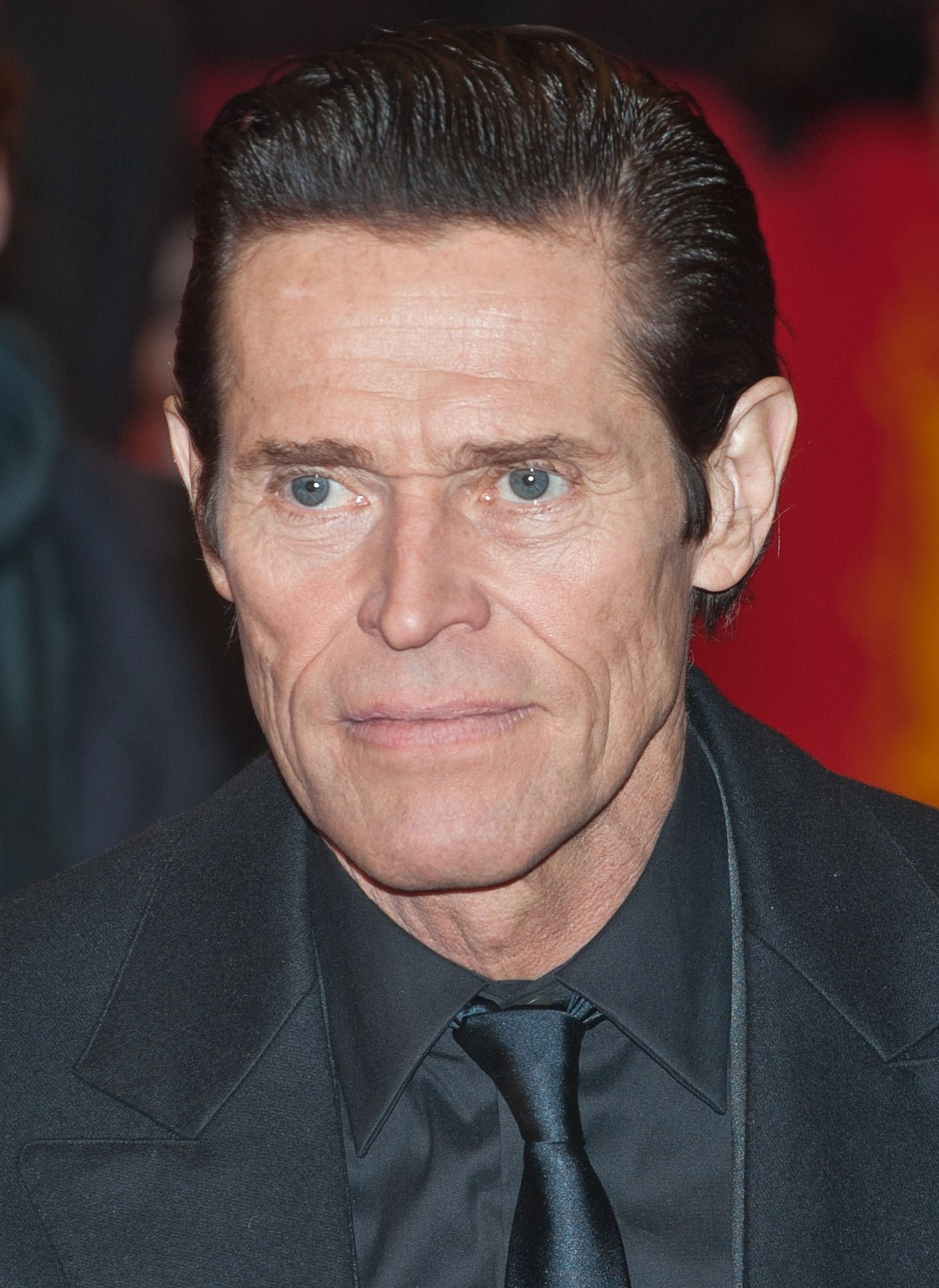
Dafoe fue elegido como Norman después de que actores como Nicolas Cage o Jim Carrey rechazaran el papel.

Como se retrata en la serie de películas de Sam Raimi, Norman Osborn es un científico/hombre de negocios adicto al trabajo, que tiene una relación complicada con su hijo Harry. Un hombre centrado en su carrera que prioriza la ciencia, los negocios y el éxito por encima de todo y, a pesar de preocuparse genuinamente por su hijo, tiene una relación distante con él y está bastante decepcionado con Harry, quien está destinado a ser el heredero de Norman, pero carece de la ambición de su padre, intelecto, fuerza y voluntad para triunfar y controlar. Aunque no es tan corrupto como su contraparte en los cómics, esta versión a pesar de su codicia, es humilde y arrepentida que intenta controlar su hambre de poder.
El Duende Verde es la segunda personalidad de Norman Osborn, nacido debido a la exposición al gas experimental que mejora el rendimiento. El Duende Verde puede ser quizás la manifestación desenfrenada de la ambición de poder, el deseo de triunfar y el odio de Norman Osborn por cualquiera que pueda ser un obstáculo para su control, como los codiciosos contratistas y miembros de la junta, y su enemigo destinado, el superhéroe Spider-Man. Es un psicópata violento, sádico y desquiciado y un maníaco demasiado ambicioso que cree que su poder le da un potencial infinito y lo coloca por encima de la gente normal. Incluso intenta invitar a Spider-Man a unirse a él, creyendo que, como otro ser poderoso, ambos podrían lograr muchas cosas juntos. Se niega a dar valor alguno a la vida humana y mata a quien se interpone en su camino sin dudarlo. Aunque su estabilidad mental ha sido gravemente dañada, el Duende Verde es extremadamente inteligente, lo que lo hace aún más peligroso.
En los cómics, Norman Osborn se representa con personalidades duales (en representaciones originales/clásicas de los mitos de Spider-Man) o utilizando la personalidad de Duende como una máscara para sus hazañas villanas y siendo verdaderamente malvado (como en representaciones posteriores), dependiendo sobre el escritor. Las películas siguieron la ruta anterior, separando la personalidad de Duende de la personalidad normal de Norman.
Escribiendo en 2020, James Whitbrook de Gizmodo contrasta a Peter Parker/Spider-Man de Tobey Maguire con Norman Osborn/Duende Verde de Willem Dafoe y Harry Osborn de James Franco en la forma en que eligen ejercer su poder en la serie de películas, ya que señala que el líder los hombres de la serie parecen tener algún tipo de poder. Mientras Peter aprende a dominar sus habilidades y aceptar la responsabilidad que conlleva, Norman cede al miedo de perder su prestigiosa posición en su empresa, y elige perseguir un poder alternativo en la forma de convertirse inadvertidamente en el Duende Verde. Como resultado, ataca a sus antiguos colegas y las personas que le importan; es decir, Harry y Peter, mientras descendían más hacia la locura.

## Biografía del personaje de ficción

### Convertirse en el Duende Verde
Después de escuchar a su colega, el Dr. Mendel Stromm, revelar a los oficiales militares que supervisan el proyecto que algunos de los sujetos de prueba se han vuelto locos, Osborn es amenazado con una fecha límite ajustada y experimentos en sí mismo. El proceso lo vuelve loco y mata a Stromm. El ejército decide otorgar el contrato de súper soldado a otra compañía aeroespacial, Quest, y en venganza, Osborn enloquecido roba un traje y un planeador de Oscorp, matando a varios oficiales militares de alto rango y científicos de Quest presentes en la prueba. Aunque el prototipo de  Quest se destruye, la compañía decide expandirse y, al hacerlo, asume el control de Oscorp con la condición de que Osborn deje el cargo de CEO. Osborn mata a la junta directiva de Oscorp durante un festival en Times Square, eliminando así la última amenaza a su control de Oscorp e inadvertidamente casi mata a Mary Jane Watson y conoce a Spider-Man.
Osborn lidera un ataque al editor en jefe del Daily Bugle, J. Jonah Jameson, quien ha apodado su enloquecida personalidad dividida como el "Duende Verde", por quien toma fotografías de Spider-Man. El Duende le ofrece a Spider-Man una asociación y menosprecia su elección de convertirse en héroe, advirtiendo que eventualmente, la ciudad se volverá en su contra. El Duende lleva a Spider-Man a un apartamento en llamas y exige la elección de Spider-Man, a lo que este último se niega a trabajar con él. Después de deducir que Spider-Man es Peter Parker, Osborn ataca y hospitaliza a la tía de Parker, May, y luego secuestra a Mary Jane gracias a su hijo, Harry. El Duende hace que Spider-Man elija entre salvar a Mary Jane y un vagón de Roosevelt Island Tramway lleno de niños, pero Parker salva a ambos. El Duende golpea brutalmente a Spider-Man, amenazando con hacer que la muerte de Mary Jane sea "agradable y lenta", pero Parker enfurecido contraataca brutalmente al Duende. Osborn se quita la máscara y se revela a Parker, y pide perdón, afirmando que Parker era como un hijo para él. Después de que Parker responde que su verdadero padre es Ben Parker, Osborn intenta empalar a Parker con su planeador de palas, pero este último siente el ataque y lo esquiva, permitiendo que el planeador apuñale fatalmente a Osborn, cuyas últimas palabras son para que Parker no le diga a Harry.

### Como una alucinación de Harry
Dos años después, Harry descubre que Parker es Spider-Man y conoce a Osborn, ahora una alucinación viviente. Osborn dice que Harry debería vengarlo, mientras que Harry se resiste a matar a su mejor amigo. Harry rompe el espejo y descubre una guarida oculta que contiene equipo y tecnología de Duende Verde.
Un año después, Harry se convierte en el "Nuevo Duende" en honor al legado de Osborn. La presencia de Osborn aparece después de que Harry recupera sus recuerdos después de su primer encuentro con Parker, recordándole a Harry que lo vengue y vaya tras el corazón de Parker. Sin embargo, Harry finalmente descubre la verdad sobre la muerte de su padre y renuncia a su venganza contra Parker, ayudándolo en una batalla contra Flint Marko / Hombre de Arena y Eddie Brock / Venom y dando su propia vida para salvar a su amigo.

## Versiones alternativas

### Entrando en una realidad diferente
Debido a un mal funcionamiento en el hechizo del Dr. Stephen Strange para borrar los recuerdos de la gente de la identidad de este Spider-Man, Osborn, antes de su muerte, es traído a esta realidad alternativa debido a que conoce la identidad dual de su Parker como Spider-Man. Ataca al suplente Parker y Otto Octavius en el Puente Alexander Hamilton. Luego, Osborn abandona su máscara y personaje de duende y huye, recuperado por F.E.A.S.T. y tratado por la tía de Parker, May. Parker trabaja para hacer curas para Osborn, Octavius, Flint Marko / Hombre de Arena, Curt Connors / Lagarto y Max Dillon / Electro, pero el Duende Verde se apodera de la mente de Osborn una vez más y traiciona al grupo. Lucha contra Peter y mata a May durante su fuga.
Después de que Marko, Dillon y Connors se curan, Osborn ataca la Estatua de la Libertad y destruye la reliquia que contiene el hechizo de Strange, lo que hace que se rompan las barreras entre los universos. Mientras Strange intenta sellar las barreras, Parker enfurecido casi mata al Duende en la batalla antes de que Peter Parker de Osborn lo detenga. Parker inyecta una cura en el Duende, convirtiéndolo de nuevo en un arrepentido Norman Osborn. Strange lanza un hechizo para que todos olviden la existencia de Peter Parker, lo que hace que Osborn regrese a su universo.

### Your Friendly Neighborhood Spider-Man
Your Friendly Neighborhood Spider-Man y su segunda temporada explorarán una versión de universo alternativo de la historia de origen de Peter Parker (con la voz de Hudson Thames) y sus primeros días usando la personalidad de Spider-Man mientras es guiado por una versión alternativa de Osborn (con la voz de Colman Domingo) en su primer y segundo año de escuela secundaria.

## En otros medios

### Televisión
Esta versión de Norman Osborn se menciona en Spider-Man: The New Animated Series, una serie de televisión animada por CGI que sirve como una continuación alternativa de la primera película de Spider-Man. Al igual que en las películas, Harry le guarda rencor a Spider-Man por la muerte de su padre y no está al tanto de las actividades criminales de Norman como el Duende Verde.

### Videojuegos
- Norman Osborn / Duende Verde aparece en la adaptación del videojuego de la película de 2002, con Willem Dafoe retomando su papel a título vocal, lo que lo convierte a él y a Tobey Maguire en los únicos dos actores de la película en hacerlo.
- Esta versión de Norman Osborn aparece en su personaje de Duende Verde en el juego de 2007; Spider-Man: Amigo o Enemigo, con la voz de Roger L. Jackson. En esta línea de tiempo alternativa donde todos los villanos de las películas de Spider-Man sobrevivieron a sus supuestas muertes, el Duende está presente durante su intento de matar a Spider-Man en la escena de apertura del juego. Harry también está presente y ayuda a Spider-Man como el Nuevo Duende, sin reconocer que su padre está entre los villanos en ningún momento. Después de la batalla, el grupo es atacado por un enjambre de P.H.A.N.T.O.M.s, y los villanos, incluido el Duende, se teletransportan repentinamente a otra parte mientras Spider-Man es rescatado por S.H.I.E.L.D.. Luego, el villano detrás de los P.H.A.N.T.O.M.s le lava el cerebro al Duende y lo envía a Tokio para recuperar uno de los fragmentos de meteorito utilizados para crear los P.H.A.N.T.O.M.s. Allí, el jugador lucha contra él en la cima de la torre Oscorp de la ciudad, y Spider-Man destruye su amuleto que controla la mente, restaurando su libre albedrío. Después, el Duende, que busca vengarse de quien le haya lavado el cerebro, une fuerzas a regañadientes con Spider-Man y se convierte en un personaje jugable por el resto del juego.

## Recepción y legado

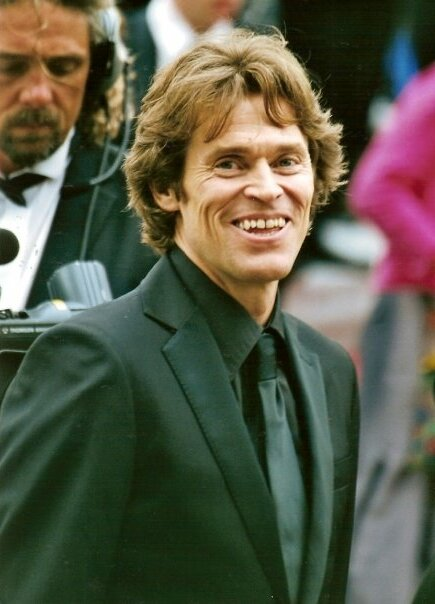
Willem Dafoe en el Festival de Cine de Cannes de 2005.

El papel de Willem Dafoe en la primera película de Spider-Man fue muy bien recibido, incluido un crítico del New York Daily News que sintió que puso "el susto en archvillano" y Peter Bradshaw de The Guardian que lo consideró "un fuerte apoyo". Sin embargo, el disfraz de Duende Verde utilizado en la primera película recibió una respuesta mixta, y Richard George de IGN comentó años después: "No estamos diciendo que el disfraz de cómic sea exactamente emocionante, pero la armadura del Duende (el casco en particular) de Spider-Man es casi cómicamente malo...No solo no da miedo, prohíbe la expresión".
A pesar de algunas críticas al disfraz, la interpretación de Dafoe del Duende Verde ahora es aclamada como uno de los mayores villanos de las películas de superhéroes. Vulture clasificó al Duende Verde en el puesto 19 entre los 25 mejores villanos de películas de superhéroes en 2018, mientras que Collider lo clasificó como el quinto villano de películas de Spider-Man en 2020. Steven Scaife de Vice escribió que "El Duende de Dafoe representa todo lo divertido de los superhéroes villanos, así como todo lo bueno de las películas cursis de Raimi". También elogió la voz y el lenguaje corporal de Dafoe, lo que ayudó a superar el voluminoso disfraz del Duende Verde que comparó con el de un villano de los Power Rangers. Mirando hacia atrás en la trilogía de Sam Raimi, Tom Holland, quien interpreta a Spider-Man en el Universo Cinematográfico de Marvel, además de su coprotagonista Jacob Batalon, elogió la actuación de Dafoe en la trilogía, calificando al Duende Verde como un "villano histórico". Los dos actores elogiaron la capacidad de Dafoe para "dar vida a un personaje difícil" y, en particular, la escena del espejo en la que retrata tanto a Norman Osborn como al personaje del Duende Verde. Más tarde, el 4 de diciembre de 2021, durante la promoción cinematográfica en el panel de CCXP Brasil para Spider-Man: No Way Home, cuando se le preguntó quién era el villano más aterrador, Jamie Foxx, quien interpreta a Electro en la película y es el coprotagonista de Dafoe llamado al Duende Verde, el más aterrador porque era "personal".

### Popularidad de internet
Una toma de Norman persiguiendo a Spider-Man se convirtió en un meme popular de Internet en 2020. La frase de Osborn "Yo mismo soy una especie de científico", que se convirtió en un meme en los años posteriores al lanzamiento de Spider-Man: No Way Home, se repitió durante la película.

### Reconocimientos
| Año  | Película   | Premio                                    | Categoría                       | Resultado | Ref.   |
| ---- | ---------- | ----------------------------------------- | ------------------------------- | --------- | ------ |
| 2002 | Spider-Man | Círculo de Críticos de Cine de Nueva York | Mejor actor de reparto          | Ganador   |        |
| 2003 | Spider-Man | MTV Movie Awards                          | Mejor villano                   | Nominado  | [ 28 ] |
| 2003 | Spider-Man | MTV Movie Awards                          | Mejor pelea (con Tobey Maguire) | Nominado  | [ 28 ] |